# Estação Cinecittà

A Estação Cinecittà é uma estação metroviária da Linha A do Metrô de Roma. Está localizada na interseção da Via Tuscolana, Via di Torre Split e Via Capannelle.